# Chrysuronia humboldtii
El zafiro de Humboldt o amazilia de Humboldt (Chrysuronia humboldtii) es una especie de ave apodiforme de la familia Trochilidae —los colibríes— perteneciente al numeroso género  Chrysuronia, anteriormente incluida en el género Hylocharis .  Es endémica del Chocó, la región costera del noroeste de América del Sur. Anteriormente se consideraba una subespecie del zafiro cabeciazul (Chrysuronia grayi).

## Distribución y hábitat
Se encuentra únicamente en la franja costera de Colombia, el norte de Ecuador y extremo sur de Panamá. Su hábitat natural son los manglares tropicales.